# Duckeanthus grandiflorus
Duckeanthus grandiflorus är en kirimojaväxtart som beskrevs av Robert Elias Fries. Duckeanthus grandiflorus ingår i släktet Duckeanthus och familjen kirimojaväxter. Inga underarter finns listade i Catalogue of Life.